# Morane-Saulnier MS.730
Le Morane-Saulnier MS.730 était un prototype d'avion d'entraînement militaire monoplan des années 1950, conçu et construit en France par Morane-Saulnier. Il a donné lieu à une version de série, le Morane-Saulnier MS.733 Alcyon.